# Brahim Boulami
Brahim Boulami, arab. ابراهيم بولامي (ur. 20 kwietnia 1972 w Asfi) – marokański lekkoatleta specjalizujący się w biegach długodystansowych, dwukrotny uczestnik igrzysk olimpijskich w Atlancie (1996) oraz Sydney (2000), były rekordzista świata w biegu na 3000 metrów z przeszkodami (od 24 sierpnia 2001 do 8 września 2004). Sukcesy odnosił również w biegach przełajowych. Jest młodszym bratem Khalida Boulamiego.
28 sierpnia 2002 został zdyskwalifikowany na 2 lata za stosowanie niedozwolonych środków dopingujących (EPO).

## Sukcesy sportowe
| Rok  | Miasto    | Zawody                                    | Konkurencja                                  | Wynik                       |
| ---- | --------- | ----------------------------------------- | -------------------------------------------- | --------------------------- |
| 1995 | Fukuoka   | letnia uniwersjada                        | bieg na 5000 m bieg na 3000 m z przeszkodami | srebrny medal brązowy medal |
| 1996 | Atlanta   | letnie igrzyska olimpijskie               | bieg na 3000 m z przeszkodami                | 7. miejsce                  |
| 1997 | Bari      | igrzyska śródziemnomorskie                | bieg na 3000 m z przeszkodami                | złoty medal                 |
| 1997 | Turyn     | mistrzostwa świata w biegach przełajowych | bieg drużynowy                               | srebrny medal               |
| 1998 | Marrakesz | mistrzostwa świata w biegach przełajowych | bieg drużynowy                               | srebrny medal               |
| 1998 | Dakar     | mistrzostwa Afryki                        | bieg na 3000 m z przeszkodami                | brązowy medal               |
| 2000 | Sydney    | letnie igrzyska olimpijskie               | bieg na 3000 m z przeszkodami                | 7. miejsce                  |
| 2001 | Ostenda   | mistrzostwa świata w biegach przełajowych | bieg drużynowy                               | srebrny medal               |
| 2001 | Melbourne | finał Grand Prix IAAF                     | bieg na 3000 m z przeszkodami                | złoty medal                 |
| 2002 | Tunis     | mistrzostwa Afryki                        | bieg na 3000 m z przeszkodami                | złoty medal                 |
| 2005 | Almería   | igrzyska śródziemnomorskie                | bieg na 3000 m z przeszkodami                | złoty medal                 |
| 2005 | Helsinki  | mistrzostwa świata                        | bieg na 3000 m z przeszkodami                | 4. miejsce                  |

## Rekordy życiowe
- bieg na 3000 m – 7:38,18 – Lozanna 02/07/2002
- bieg na 3000 m z przeszkodami – 7:55,28 – Bruksela 24/08/2001 były rekord świata, 5. wynik w historii światowej lekkoatletyki
- bieg na 5000 m – 13:28,06 – Norymberga 11/07/1998